# Utopitev
Utopitev je smrt zaradi zadušitve ob zapori dihalnih poti ali motenem delovanju pljuč zaradi vdora tekočine. Posledica zapore je pomanjkanje kisika, ki kmalu vodi do odpovedi možganov in miokardnega infarkta. Že skorajšnja utopitev, pri kateri pride zgolj do vdora tekočine in nezavesti, lahko pusti trajne posledice za zdravje.